# Lepidosaphes vermiculus
Lepidosaphes vermiculus är en insektsart som beskrevs av Mamet 1937. Lepidosaphes vermiculus ingår i släktet Lepidosaphes och familjen pansarsköldlöss. Inga underarter finns listade i Catalogue of Life.